# Megacerus similibus
Megacerus similibus is een keversoort uit de familie bladkevers (Chrysomelidae). De wetenschappelijke naam van de soort werd in 2002 gepubliceerd door Teran & Johnson.